# Рафаель Маркес Мендес
Рафаель Маркес Мендес (ісп. Rafael Márquez Méndez; 25 березня 1975, Мехіко, Мексика) — мексиканський професійний боксер. Чемпіон світу за версіями IBF (2003—2006) і IBO (2005—2006) в легшій вазі та за версією WBC (2007) в другій легшій вазі.
Рафаель Маркес Мендес — молодший брат Хуана Мануель Маркеса, теж професійного боксера, чемпіона світу в чотирьох вагових категоріях.
2023 року був прийнятий до Міжнародної зали боксерської слави.

## Професіональна кар'єра
Рафаель Маркес дебютував на професійному рингу 14 вересня 1995 року, зазнавши поразки нокаутом від колишнього чемпіона світу за версією WBC в легшій вазі мексиканця Віктора Рабаналеса. Після цього у Маркеса була серія з 12 переможних боїв, поки він не зазнав другої поразки нокаутом від Франциско Матеоса.
Впродовж 1998—2002 років Рафаель Маркес провів сімнадцять боїв, з яких програв лише один, а серед перемог виокремлюються дві зустрічі з колишнім чемпіоном світу в двох категоріях американцем Марком Джонсоном.
15 лютого 2003 року в бою за титул чемпіона світу за версією IBF в легшій вазі Рафаель Маркес зустрівся з американцем Тімом Остіном і завдав супернику поразки технічним нокаутом у восьмому раунді.
5 листопада 2005 року Рафаель Маркес зустрівся в бою з обов'язковим претендентом непереможним чемпіоном світу за версією IBO Сайленсом Мабуза (ПАР) і здобув перемогу нокаутом в четвертому раунді. 5 серпня 2006 року в бою-реванші цих суперників Маркес знов святкував дострокову перемогу.
Звільнивши титули в легшій вазі, 3 березня 2007 року Рафаель Маркес зустрівся в бою за титул чемпіона світу за версією WBC в другій легшій вазі з співвітчизником Ісраелем Васкесом і здобув перемогу технічним рішенням у сьомому раунді. 4 серпня 2007 року в бою-реванші цих суперників Маркес зазнав поразки нокаутом в шостому раунді. 1 березня 2008 року відбувся третій бій між Маркесом та Васкесом, в якому перемогу розділеним рішенням здобув Васкес, зберігши за собою звання чемпіона.
22 травня 2010 року Рафаель Маркес в бою за вакантний титул WBC Silver в другій легшій вазі вчетверте зустрівся з Ісраелем Васкесом, який втратив до цього чемпіонський титул. Нокаутувавши суперника в третьому раунді, Маркес встановив паритет у їхніх двобоях — по дві перемоги у кожного.
Журнал «Ринг» другий та третій поєдинки між Рафаелем Маркесом і Ісраелем Васкесом визнав боєм року відповідно 2007-го та 2008-го.
6 листопада 2010 року в бою за титул чемпіона світу за версією WBO в напівлегкій вазі Маркес зустрівся з пуерториканцем Хуаном Мануель Лопесом і програв технічним нокаутом у восьмому раунді.
1 жовтня 2011 року, повернувшись в другу легшу вагу, Маркес спробував відібрати чемпіонський титул WBC у японця Нісіока Тосіакі, але зазнав поразки одностайним рішенням суддів.